# Vämö
Vämö är en ö i Karlskrona kommun, norr om Karlskrona centrum mellan Pantarholmen och fastlandet.
På höjden strax söder om bron över till fastlandet anlades 1709-10 ett hornverk "å höga horizonten". Detta verk iståndsattes på 1880-talet för att ingå i Karlskrona landbefästning. På Vämö ligger Karlskrona grenadjärregementes gamla kaserner, numera Blekinge tekniska högskola, och i öns inre ligger det forna Marinregementets exercisplats Näktergalsdalen och Karlskrona begravningsplats. På ön ligger bland annat Blekingesjukhuset och Vämöskolan, medan en del av östra strandområdet utgör Wämöparken.